# Büyüktoraman, Aydıncık
Büyüktoraman là một xã thuộc huyện Aydıncık, tỉnh Yozgat, Thổ Nhĩ Kỳ. Dân số thời điểm năm 2010 là 266 người.